# ستارغيت إس جي 1 (مسلسل)
ستارجيت إس جي1 (بالإنجليزية: Stargate SG-1)
بعد نجاح ستارغيت (فيلم) عام 1994م حول الفيلم إلى مسلسل تلفازي. وبالفعل تم متابعة أحداث الفيلم بنفس المعدات والتجهيزات واستعين ببعض الممثليين المساعدين من الفيلم للعمل بالمسلسل خاصةً في أحداث الحلقة الأولى.
وتبدأ احداث المسلسل بعد مرور عام واحد من عرض الفيلم، ويتحدث عن شبكة كبيرة من آلات فضائية قديمة تسمى ستارغيت تصل كجسر بين العديد من المجرات والعوالم في الكون.

## السيناريو
يتحدث المسلسل عن المغامرات التي يخوضها إس جي-1، الفريق الرئيسي من ضمن 24 فريق أرضي يقومون باستكشاف الفضاء والدفاع عن الأرض ضد أي خطر يهددها من الفضاء الخارجي، كالغواؤلد والمتضاعفين والاوراي.
أعضاء فريق إس جي-1 ثابتين في الاجزاء الخمس الأولي من المسلسل، ولكنهم يتغيرون سنويا في الاجزاء التالية.

## الشخصيات
شخصيات اس جي 1 الأصلية شملت ريتشارد دين اندرسون في دور جاك أونيل، شانكس مايكل في دور دكتور دانييل جاكسون، اماندا تابينغ في دور سامانثا كارتر، كريستوفر جادج في دور تيلك ودون ديفيس في دور جورج هاموند. شانكس غادر المسلسل في الموسم السادس وحل محله كورين نيميك في دور جوناس كوين، ولكن شانكس عاد للموسم السابع.
في الموسم الثامن، ترك ديفيس العرض وتمت ترقية جاك اونيل ليكون الضابط الآمر في قاعدة جبل شايان في مكانه. في الموسم المقبل، ترك أندرسون العرض وأصبح هانك لاندري الضابط القائد الجديد للقيادة ستارغيت، وبن براودر مثل في دور كاميرون ميتشيل الزعيم الجديد لفريق اس جي 1. في الموسم التاسع أصبحت شخصية فالا مال دوران (كلوديا بلاك)رئيسية.
بالإضافة إلى الشخصيات الرئيسية، كان هناك عدد من الشخصيات الثانوية في هذا المسلسل، وهيجانيت فريسر، ووالتر هاريمان، براتاك، أبوفيس، جاكوب كارتر، أنوبيس، بعل، كارولين لام.

## ستارغيت ريفيلوشن
في أبريل 2009، أكدت شركة إم جي إم إعدادها لفيلم ثالث حول إس جي 1 وكان براد رايت قد أعلن عنه في مايو 2008. رايت سوف يقوم بكتابة الفيلم مع المنتج السابق لمسلسل ستارغيت أتلانتس كارل بندر. والمخرج سيكون ماتن وود. حسب رايت، الفيلم سوف يركز حول شخصية «جاك أونيل» وسوف يحاول جمع مايقدر عليه من شخصيات إس جي 1، وذلك حسب ميزانية الفيلم وتوفر الممثلين. كما أكد الممثل مايكل شانكس (دانييل جاكسون) بأنه سيشارك في الفيلم مع ريتشارد دين أندرسون. أيضا أكدت أماندا تابينغ ظهورها في فيلم إس جي 1 الثالث وفيلم أتلانتس الأول. حسب رايت، شخصية فالا مال دوران لن تظهر في الفيلم. عنوان هذا الفيلم سوف يكون ستارغيت: ريفيلوشن (Stargate: Revolution) حيث أعلن عنه جوزيف مالوتزي في مدونته في الإنترنت.

## وصلات خارجية
- ستارغيت إس جي 1 على موقع IMDb (الإنجليزية)
- ستارغيت إس جي 1 على موقع ميتاكريتيك (الإنجليزية)
- ستارغيت إس جي 1 على موقع روتن توميتوز (الإنجليزية)
- ستارغيت إس جي 1 على موقع أول موفي (الإنجليزية)
- ستارغيت إس جي 1 على موقع فيلمافينيتي (الإسبانية)
- ستارغيت إس جي 1 على موقع كينوبويسك (الروسية)
- ستارغيت إس جي 1 على موقع ألو سيني (الفرنسية)
- ستارغيت إس جي 1 على موقع قاعدة بيانات الفيلم (الإنجليزية)

- موسوعة ستارغيت العربية